# ダニエル・レンツ
ダニエル・レンツ（Daniel Lentz、1942年3月10日 - 2025年7月25日）はアメリカ合衆国の現代音楽の作曲家。1942年3月10日ペンシルベニア州のラトローブ生まれ。

## 略歴
ミニマル・ミュージックの後継者あるいはポストミニマリズムの代表者として見られることが多いものの、彼の姿勢は政治的や地理的にもスティーヴ・ライヒやフィリップ・グラスとはやや異なっている。1960年代に「Anti-Bass Music」でデビューした頃は、ベトナム戦争に関わるデータを音楽に用いるなどの反体制音楽家であった。彼の1972年に書かれた代表作「影のミサ」で、はっきりと調性音楽の全肯定を行う。
「Wolf is Dead」 (1984年)や「California Family: A Portrait」 (1989年)では、確かに反復ジェスチャーはグラスと共通していてもフレデリック・ジェフスキーのように転調やテクスチャー変更がとても多く、ライヒやグラスに見られる「静的な」雰囲気は完全に払拭されている。デビュー時にはアメリカ国歌を生のまま楽曲に応用した「The Crack in the Bell」など、ミニマリズムの本尊とは乖離が見られる。非常に動的なテクスチャを好む一方で、「影のミサ」のようなアンビエントに近い音楽性にも強く、MIDIにプリセットされた音源をそのまま使うなど1980年代のルイ・アンドリーセンや当時のオランダの作曲業界の態度と共通項が多い。レンツもライヒと同じように「ダニエル・レンツ・グループ」としてエレクトロニクスをふんだんに用いた活動を世界中で行った。
調性に基づいた言語は一切手放しておらず、西洋音楽の過去に見られた作曲技法 (カノン他)と近い姿勢を見せることからヨーロッパで好意的に受け止められており、アメリカ合衆国2人目となるガウデアムス国際音楽賞の大賞を受賞した。彼はアメリカで徹頭徹尾アカデミックな教育をオハイオ大学、ブランダイス大学ほかでロジャー・セッションズ、アーサー・バーガーから正規に師事して受けており、完璧な基礎能力に裏打ちされた技術が評価の要になっている。他のミニマル作曲家と同じように彼も美術業界に進出。自筆譜をもとにした彫刻を展示 (Illumibated Manuscripts)するとともに彼自身の作曲した音楽をその場でテープで流すなど、視覚的な要素を重視する点も「演出家任せにしてきた」他のミニマリズムの作曲家とは際立って異なっている。ワンパターンなテクスチャを一貫して回避してきた点が、グレン・ブランカやラ・モンテ・ヤングのよう単一のフィギュアにこだわるミニマリストとは別個に分類される所以である。
作品は、New Albion、Aoede、Materiali Sonori、Cold Blue Musicなどのレーベルから発売されている。現在も南カリフォルニアに家族とともに住む。1940年代生まれであるにもかかわらず、東海岸アカデミズムと西海岸実験主義の様式を折衷させて世に送り出した貴重な存在でもある。
晩年は一時故郷のペンシルベニア州に帰ったが、心臓の問題と癌との闘病の末、娘らが住むカリフォルニア州サンタバーバラのホスピスで死去。80歳没。

## 受賞歴
- Rockefeller Foundation, Bellagio Center, Italy, Music Composition 2012年
- Opus Archives, Pacifica Institute, Music Composition 2010年
- Phoenix Arts Commission Grant, Music Composition 2000年
- 2 Arizona Commission In The Arts Grants, Music Composition 1992年、1997年
- 3 Institute For Studies In The Arts Grants, Arizona State University, Music Composition 1993年、1995年、1996年
- 5 National Endowment For The Arts Grants, Music Composition 1973年-1996年
- D.A.A.D Grant,Music Composition And Research, Berlin, Germany 1979年-1980年
- 3 Seed Fund Grants,New York, Music Composition 1976年、1978年、1980年
- California Arts Council Grant,Music Composition 1976年
- Howard Foundation Grant, Brown University, Music Composition 1974年
- First Prize, International Composers Competition, Stichting Gaudeamus, Holland 1972年
- Creative Arts Instititute Award, University Of California, Berkeley 1969年
- Fulbright Fellowship, Sweden, Electronic Music And Musicology 1967年-1968年
- Samuel Wechsler Music Award, Brandeis University 1967年
- Tanglewood Composition Fellowship 1966年
- N.D.E.A. Fellowship-Scholarship, Brandeis University 1965年-1967年
- Teaching Fellowship, Ohio University 1962年-1965年

## ディスコグラフィ
- "After Images" (1981年、Cold Blue Music) ※シングル
- Point Conception (1984年、Cold Blue Music)
- On The Leopard Altar (1984年、Icon Records) ※2006年再発
- Cold Blue anthology (1984年、Cold Blue Music) ※オムニバス。「You Can't See the Forest ... Music」を収録
- Missa Umbrarum (1985年、New Albion Records)
- Spell (1985年、ABC Command Records)
- Portraits (1985年、New Albion Records) ※with ジョン・クーリッジ・アダムズ、ポール・ドレッシャー、イングラム・マーシャル、ステファン・スコット
- The Crack in the Bell (1987年、Angel/EMI Records)
- 『3台のピアノ詩集』 - Music for 3 Pianos (1992年、Virgin/EMI Records) ※with ハロルド・バッド、ルーベン・ガルシア
- 『b.e.comings』 - b.e.comings (1995年、Fontec/Rhizome Sketch Records)
- Apologetica (1997年、New Albion Records)
- Walk into My Voice (1998年、Materiali Sonori) ※with ハロルド・バッド、ジェシカ・カーラカー
- 『狼のミサ』 - wolfMASS (2000年、Aoede Records)
- Wild Turkeys (2000年、Aoede Records)
- Huit ou Neuf Pieces Dorées à Point (2000年、Aoede Records)
- Dancing on Water (2001年、Cold Blue Music) ※オムニバス。「Song(s) of the Sirens」を収録
- Voices (2001年、Aoede Records)
- Self Portrait (2001年、Aoede Records)
- Butterfly Blood (2001年、Aoede Records)
- "Los Tigres de Marte" (2004年、Cold Blue Music) ※シングル
- In The Sea Of Ionia (2015年、Cold Blue Music)
- River of 1,000 Streams (2017年、Cold Blue Music)